# 경정종택사당
경정종택사당은 대한민국 경상북도 의성군 금성면 산운리 326에 있다. 2013년 5월 28일 의성군의 문화유산 제7호로 지정되었다.

## 개요
경정종택은 조선중기 문인인 경정 이민성의 종택으로 건립연대는 미상이다.